# Selección de fútbol sub-20 de Baréin
La Selección de fútbol sub-20 de Baréin, conocida también como la Selección juvenil de fútbol de Baréin, es el equipo que representa al país en la Copa Mundial de Fútbol Sub-20 y en el Campeonato Juvenil de la AFC, y es controlada por la Federación de Fútbol de Baréin.

## Palmarés
- Campeonato Juvenil de la AFC: 0
  - Finalista: 1

1986

## Estadísticas

### Mundial Sub-20
- de 1977 a 1985 : No clasificó
- 1987 : Fase de grupos
- de 1989 a 2025 : No clasificó

### Campeonato Juvenil de la AFC
- de 1959 a 1972 : No participó
- 1973 : Fase de grupos
- 1974 : No participó
- 1975 : Cuartos de final
- 1976 : No participó
- 1977 : 3.º lugar
- 1978 : Cuartos de final
- de 1980 a 1985 : No clasificó
- 1986 : 2.º lugar
- 1988 : No clasificó
- 1990 : Fase de grupos
- 1992 : No clasificó
- 1994 : Fase de grupos
- de 1996 a 2008 : No clasificó
- 2010 : Fase de grupos
- de 2012 a 2014 : No clasificó
- 2016 : Cuartos de final
- de 2018 a 2025 : No clasificó